# Solar dos Condes de Vilar Seco
O Solar dos Condes de Vilar Seco, também conhecido por Solar Ponces de Carvalho, encontra-se situado em Vilar Seco, município de Nelas, numa zona de vastos vinhedos e pinhais, em pleno coração da Região Demarcada do Dão.

## História
De acordo com a documentação disponível, a sua construção data do início da segunda metade do século XVIII.
No século XIX, o proprietário deste Solar, Joaquim Augusto Ponces de Carvalho ou Joaquim de Melo e Lima Ponces de Carvalho, primeiro Conde de Vilar Seco, casado com a Condessa Viúva de Anadia (Ana Maria Juliana de Morais Sarmento), introduziu obras de restauro e alargamento deste Solar, dando aos seus quartos, salas e salões - dois salões com estuques em relevo, arcos e portas lacadas a branco marfim e folhas talhadas e pintadas a ouro - uma dimensão mais apalaçada, conforme o característico gosto da segunda metade do século XIX. O mesmo estilo mandou o Conde de Vilar Seco executar no seu palacete da Rua Silva Carvalho em Lisboa, hoje conhecido pela "Casa Veva de Lima".
Este Solar inclui igualmente uma vasta área exterior de lazer composta por jardins franceses e por dois pátios, sendo o do lado nascente formado por um jardim adornado com um frondoso arvoredo, ladeado por dois portões que lhe dão acesso e no meio um lago com o formato de quatro cadernas tendo ao centro uma taça redonda, ambos construídos em granito. No pátio poente encontram-se as antigas adegas do Solar onde ainda se podem ver os lagares e os tonéis do século XIX, onde se produzia um dos mais prestigiados vinhos do Dão.
É actualmente propriedade da família Ponces de Serpa, descendente da família Ponces de Carvalho, e funciona como unidade de Turismo de Habitação.